# CD16
CD16又稱FcγRIII，是免疫細胞表面的一種細胞表面抗原（分化簇），為可與IgG抗體Fc片段結合的第三型Fcγ受體。
人類的CD16有CD16a（FCGR3A）與CD16b（FCGR3B）兩種蛋白，兩者在胞外抗體結合域的序列相似度為96%，其中前者見於自然殺手細胞、肥大細胞、單核球與巨噬細胞，後者僅見於嗜中性球。CD16屬免疫球蛋白超家族（IgSF），與抗體結合後可刺激免疫細胞發動吞噬作用、呼吸爆、ADCC作用與去顆粒作用等免疫反應，攻擊癌細胞或被病毒感染的細胞等目標細胞，其中自然殺手細胞的CD16a與抗體結合後可刺激CD25（白细胞介素-2的受體）及干擾素-γ和腫瘤壞死因子-α等細胞激素的合成 ，啟動ADCC，為激活自然殺手細胞中的受體中被研究最多者。此外CD16a還可能在沒有抗體結合的情況下獨自激活自然殺手細胞，使其裂解目標細胞。
CD16為癌症免疫療法的標的蛋白之一，例如單株抗體藥物玛格妥昔单抗可與癌細胞表面的生長因子受體HER2/neu結合，此單株抗體被設計成與CD16A的結合力強，有助於激活免疫反應。